# Carentoir
Carentoir is een plaats en gemeente in het Franse departement Morbihan (regio Bretagne). De plaats maakt deel uit van het arrondissement Vannes. Carentoir telde op 1 januari 2022 3.137 inwoners.  Op 1 januari 2017 werd de gemeente uitgebreid met de per die datum opgeheven gemeente Quelneuc.

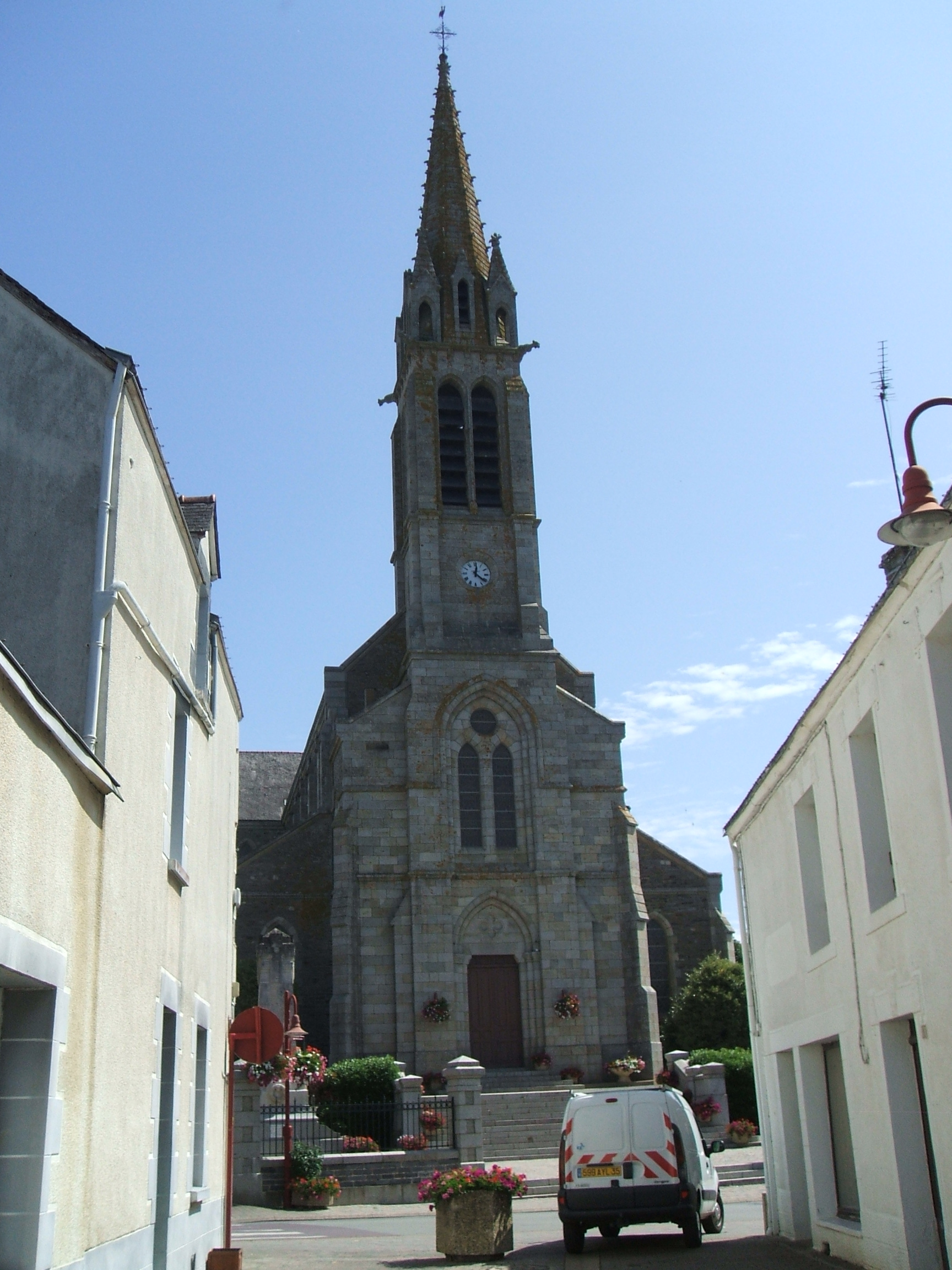
Kerk van Saint-Marcoul
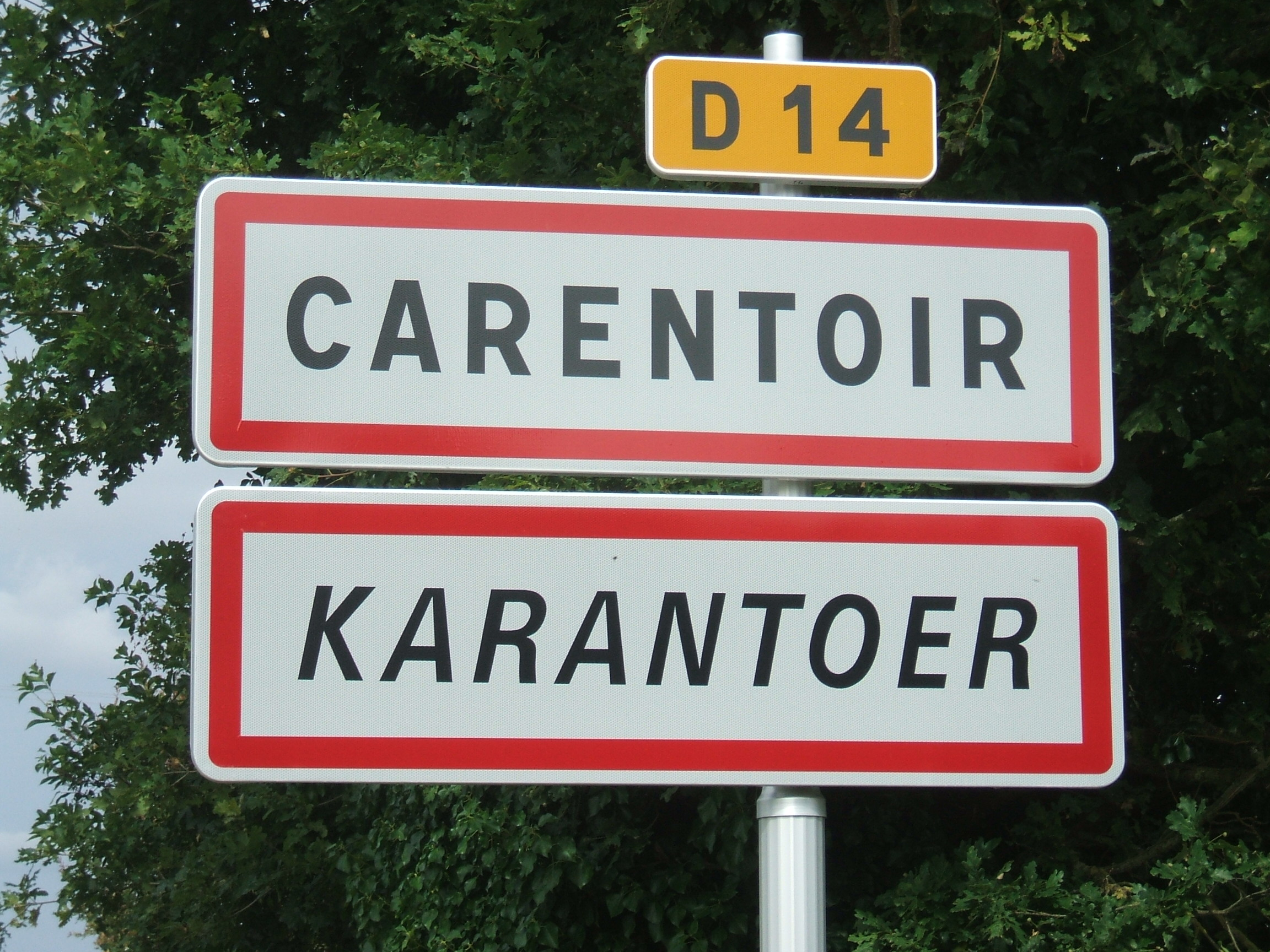
Tweetalig plaatsnaambord

## Geografie
De oppervlakte van Carentoir bedroeg op 1 januari 2022 72,87 vierkante kilometer; de bevolkingsdichtheid was toen 43 inwoners per km².

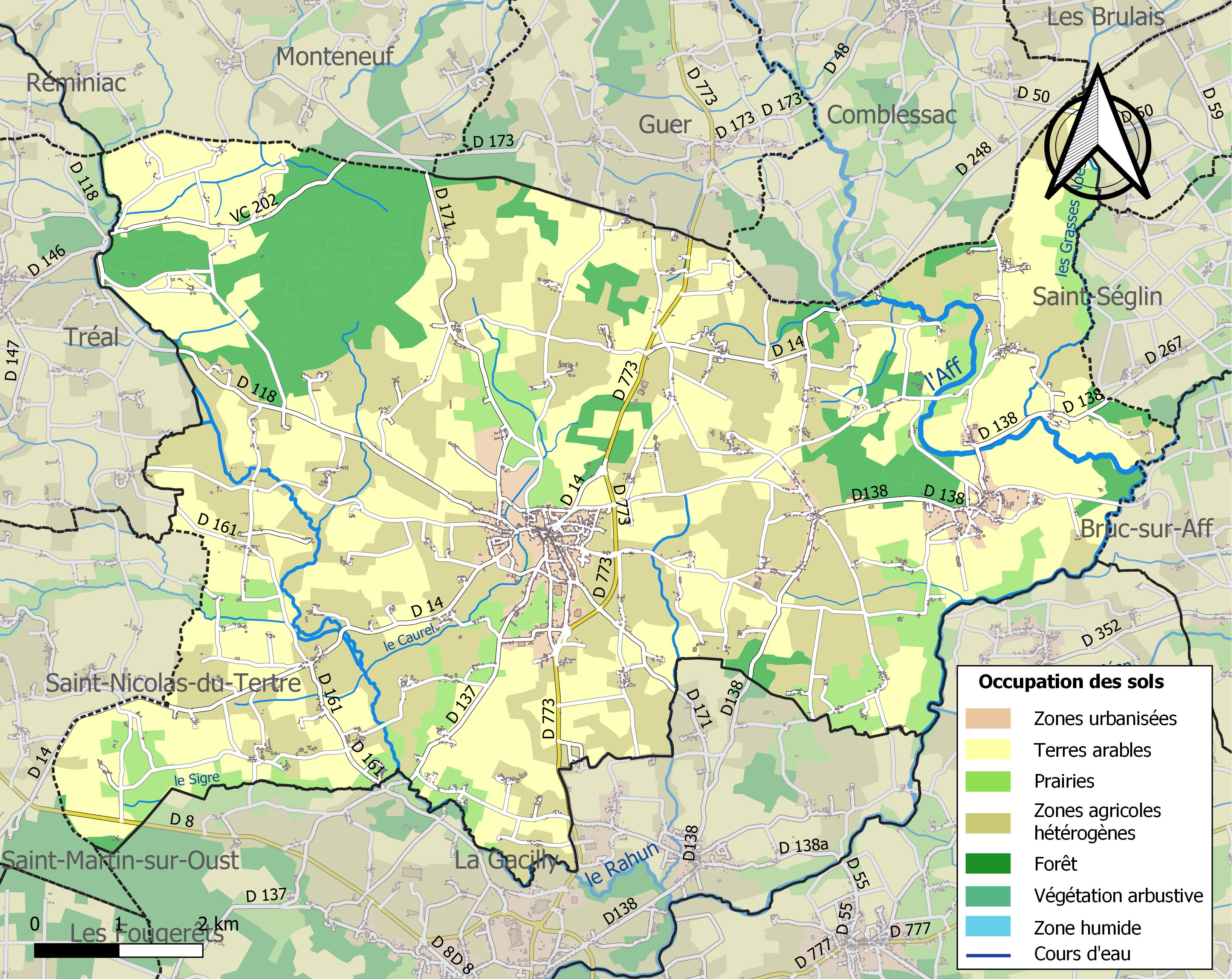
Kaart van de gemeente met de belangrijkste infrastructuur, bodemgebruik en omliggende gemeenten

## Demografie
Onderstaande figuur toont het verloop van het inwonertal, bron: INSEE-tellingen. 